# Martín Alonso Pinzón
Pour les articles homonymes, voir Pinzón.

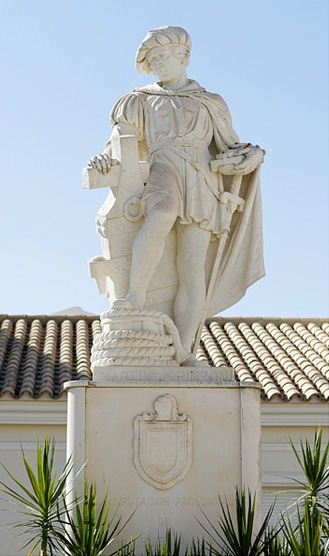
Statue représentant Martín Alonso Pinzón à Palos de la Frontera

Martín Alonso Pinzón, né vers 1441 à Palos de la Frontera (actuelle province de Huelva) et mort le 31 mars 1493 dans la même ville, est un navigateur et explorateur castillan, célèbre pour avoir participé au premier voyage de Christophe Colomb vers le nouveau monde (août 1492-mars 1493), en tant que capitaine de la caravelle la Pinta, aux côtés de son frère Vicente, capitaine de la Niña, tandis que Colomb, amiral de l'escadre, commande la caraque la Santa María.
Rentré à Palos de la Frontera le 15 mars 1493, Martín Alonso Pinzón meurt deux semaines plus tard.

## Biographie

### Origines familiales et formation
Martín Alonso Pinzón est issu d'une famille de riches marins de Palos : les Pinzón.

### Carrière jusqu'en 1492

#### Voyage de 1488 vers le Brésil (?)
Il navigue en 1488 avec son frère Vicente Yáñez Pinzón à bord d'un navire normand qui aurait été commandé par le capitaine dieppois Jean Cousin.
En route vers l'Afrique puis l'archipel des Açores, le navire est drossé par la tempête vers l'Amérique du Sud. Ils auraient alors accosté au Brésil au cap San Rogue.

#### Capitaine de laPinta
Les Pinzón louent deux caravelles, la Niña et la Pinta.
Vincente devient le commandant de la Niña, tandis que Martin est celui de la Pinta. Un troisième frère, Francisco Martin Pinzón, est le timonier de la Niña.

### Le voyage avec Christophe Colomb

#### Préparatifs
En 1492, Christophe Colomb réussit à faire approuver son projet d'atteindre les Indes, c'est-à-dire l'Asie orientale, en traversant la mer Océane par les Rois catholiques (capitulations de Santa Fe, avril 1492).
Une injonction est faite aux autorités de Palos de la Frontera de fournir à Colomb trois navires et leurs équipages, ainsi que tout le nécessaire pour l'expédition.
C'est ainsi que Colomb rencontre les frères Pinzon, qui l'aident à surmonter les réticences de nombreux marins face à une expédition dont beaucoup craignent qu'elle soit sans retour.

#### Le voyage aller
L'escadre quitte le port de Palos le 3 août 1492, puis fait escale aux Canaries (territoire castillan), à La Gomera, où des réparations ont lieu avant le grand départ, qui a lieu le 6 septembre.
C'est Martín Pinzón qui suggère à Colomb le changement de cap du 7 octobre 1492 qui amène l'expédition, cinq jours plus tard, sur l'île de Guanahani, que Colomb baptise San Salvador (actuelles Bahamas).
Quelques jours plus tard, l'escadre arrive à Hispaniola (Saint-Domingue) qui va devenir la base des explorations espagnoles dans le nouveau monde pendant deux décennies.

#### La période du séjour à Hispaniola et des premières explorations
Pendant cette période, Pinzón désobéit à plusieurs reprises aux ordres de Colomb.
Le 21 novembre, il se sépare du reste de la flotte à Cuba dans l'intention de faire des découvertes de son propre chef et de faire fortune.
Fin décembre, la Santa Maria s'échoue sur la côte d'Hispaniola et doit être abandonnée. Colomb décide de repartir  rapidement, après avoir construit un fort pour héberger 39 hommes que les deux caravelles ne peuvent embarquer : fort Navidad.

#### Le voyage retour
Martin Pinzón rejoint Colomb le 6 janvier 1493, alors que la flotte reprend la route vers Palos. Colomb est désormais capitaine de la Niña.
Le 12 février, la Pinta se sépare de la Niña, soit à cause d'une tempête, soit à la suite du désir de son capitaine d'arriver le premier en Castille. Colomb a accusé par la suite Pinzón de déloyauté.
Pinzón arrive au port de Baiona, près de Vigo, le 3 mars, un jour avant que Colomb ne parvienne à Lisbonne le 4 mars.
De Baiona, Pinzón rejoint Palos, qu'il atteint finalement le 15 mars, en même temps que Colomb.

### Mort
Il y meurt de fièvre un mois après.
Si une syphilis a été évoquée[réf. nécessaire], cette maladie semble peu probable au vu de la brièveté entre la contamination supposée américaine et le décès.

## Hommages
Un hommage lui est rendu au Panthéon des marins illustres à San Fernando, près de Cadix.